# Santiago Rodríguez Rodríguez
Santiago Rodríguez Rodríguez (Los Hidalgos, 25 de maio de 1968) é um prelado dominicano da Igreja Católica, bispo de San Pedro de Macorís.

## Biografia
Em 1985 ingressou no Seminário Maior nacional de Santo Domingo, onde completou a formação básica até a ordenação sacerdotal na diocese de Puerto Plata em 24 de junho de 2000, pelo então bispo de Puerto Plata, Gregorio Nicanor Peña Rodríguez.
Em Roma, obteve a licenciatura em teologia moral na Academia Alfonsiana e o mestrado em bioética no Pontifício Ateneu Regina Apostolorum, além de diplomas posteriores em institutos pastorais da Colômbia e da República Dominicana.
Após sua ordenação, foi professor e formador no seminário (2001-2014); capelão universitário (2000-2007); Responsável diocesano da Pastoral da Família e da Vida em dois períodos (2000-2007 e 2010-2014). Atualmente é vigário episcopal para a pastoral (desde 2014); pároco da paróquia de "San Marcos" (desde 2012); juiz do tribunal eclesiástico (desde 2009); Capelão militar (desde 2007) e professor de bioética na Universidade Católica "Madre y Maestra" de Santo Domingo (desde 2001).
No dia 3 de novembro de 2017, o Papa Francisco o nomeou como bispo da San Pedro de Macorís. Foi consagrado no Centro Desportivo da Universidad del Este, em San Pedro de Macorís em 30 de dezembro seguinte, pelo bispo de Nuestra Señora de la Altagracia en Higüey e seu ordenante como padre, Gregorio Nicanor Peña Rodríguez, coadjuvado por Francisco Ozoria Acosta, arcebispo de Santo Domingo e por Julio César Corniel Amaro, bispo de Puerto Plata.
Em 17 de maio de 2023, foi eleito na 39.ª Assembleia Geral Ordinária do Conselho Episcopal Latino-Americano como seu Presidente do Comitê Econômico.